# Bêta tréma
Cette page contient des caractères spéciaux ou non latins. S’ils s’affichent mal (▯, ?, etc.), consultez la page d’aide Unicode.
Bêta tréma (capitale: Β̈, minuscule: β̈) est une lettre additionnelle grecque qui a été utilisée dans l’écriture du macédonien. Il s’agit de la lettre β diacritée d’un tréma.

## Utilisation
Le bêta tréma a été utilisé dans l’écriture du macédonien, notamment dans l’Évangéliaire de Kulakia.

## Représentations informatiques
Le bêta tréma peut être représente avec les caractères Unicode suivants (grec et copte, diacritiques):
| formes    | représentations | chaînes de caractères | points de code | descriptions                                    |
| --------- | --------------- | --------------------- | -------------- | ----------------------------------------------- |
| capitale  | Β̈               | Β◌̈                    | U+0392 U+0308  | lettre majuscule grecque bêta diacritique tréma |
| minuscule | β̈               | β◌̈                    | U+03B2 U+0308  | lettre minuscule grecque bêta diacritique tréma |